# Eleição municipal de Natal em 2008
A eleição municipal da cidade brasileira de Natal em 2008, assim como nas demais cidades brasileiras, ocorreu, em primeiro turno, em 5 de outubro de 2008 para a eleição de um prefeito, um vice-prefeito e 24 vereadores para a Câmara Municipal. 
O então prefeito era Carlos Eduardo Alves, do PSB, que terminaria seu mandato em 31 de dezembro de 2008 e não era candidato à reeleição. 
Oito candidatos concorreram à vaga para prefeito, que veio a ser decidida ainda no primeiro turno, com a vitória da então candidata pelo PV, Micarla de Sousa.
Em setembro de 2004, Micarla lança a sua candidatura a prefeita de Natal, aproveitando sua forte exposição em seu canal de televisão. Devido à gravidez do segundo filho e às tendências das pesquisas da época, Micarla optou por aceitar o convite da então  governadora Wilma de Faria para compor como vice-prefeita a chapa pela reeleição de Carlos Eduardo Alves.
Em 30 de outubro do mesmo ano, com 193 mil votos, Carlos Eduardo foi reeleito, e Micarla tornou-se vice-prefeita de Natal.  Renunciou ao cargo em 2006 após romper politicamente com Carlos Eduardo e no mesmo ano, Micarla se candidatou a deputada estadual. Foi a sétima candidata mais votada, com 43.936 votos, tendo sido a segunda colocada em seu partido (PV).
Disputou a prefeitura de Natal em 2008, sendo eleita em 5 de outubro de 2008, no primeiro turno com 50,84% dos votos, o equivalente a 193.195 votos. Obteve uma maioria de 53.249 votos sobre o segundo colocado, a deputada Fátima Bezerra do PT. Natal se torna a primeira capital brasileira na qual o Partido Verde ganhou uma eleição majoritária.
Em junho de 2010, a gestão entrega a primeira Unidade de Pronto Atendimento (UPA) do estado, localizada no bairro do Pajuçara, na Zona Norte da capital, com capacidade de até 400 atendimentos de baixa e média complexidade por dia.
Em agosto de 2010, uma pesquisa do jornal Tribuna do Norte, de propriedade da família de Agripino Maia, em parceria com o instituto Certus mostra a avaliação da população em relação a gestão Micarla de Sousa. A avaliação positiva (juntando as categorias "ótimo" e "bom") da gestão municipal alcançou um índice de 25,14%. Já 34,29% dos natalenses questionados consideram a administração "regular". Já a avaliação negativa (juntando as categorias "ruim" e "péssima")  foi de 38,72%, com 12,43% respondendo como "ruim" e 26,29% considerando a administração como "péssima".
Em outubro de 2010, anunciou seu apoio, no segundo turno, a Dilma Rousseff, do PT, contrariando assim o grupo político que lhe apoia desde 2008, entre eles a governadora eleita do Rio Grande do Norte, Rosalba Ciarlini, e o senador José Agripino, que apoiam José Serra.
Em novembro de 2010, uma pesquisa do portal Nominuto em parceira com a Consult mostra os seguintes dados: 77,6% dos participantes da pesquisa desaprovam o governo da prefeita Micarla de Sousa. 13,3% das pessoas que participaram da pesquisa aprovam a gestão. Outros 9,1% não tem opinião formada.
Em maio de 2011 uma onda de protestos pedem impeachment da prefeita. Iniciado através das redes sociais, as manifestações chegaram ao ápice no dia 25 de maio de 2011 quando jovens foram às ruas protestar contra a gestão da prefeita. Formado majoritariamente por  jovens de classe média, o movimento tomou um caráter plural, apartidário, horizontal e autogestionado. Através das redes, através de comunidades e das tags #foraMICARLA e #RioGrevedoNorte, novas manifestações foram agendadas. Os protestos culminaram com ocupação da Câmara Municipal de Natal no dia sete de junho. Os jovens permaneceram 11 dias acampados. O objetivo era pedir a investigação dos contratos firmados pela prefeitura. A ocupação foi determinante para a instauração da Comissão Especial de Inquérito (CEI) dos contratos, que está atualmente em funcionamento.
Em 11 de outubro de 2012, o Ministério Público acusou Micarla de estar ligada a uma fraude na Secretaria de Saúde de Natal, chamada de Operação Assepsia, e solicitou à Justiça que ela fosse afastada da prefeitura. No dia 31 do mesmo mês, o Tribunal de Justiça do Rio Grande do Norte deferiu a solicitação e a afastou da prefeitura, pedindo que o vice-prefeito Paulinho Freire fosse empossado.

## Candidatos
|  | Nº | Candidato(a) a prefeito | Candidato(a) a prefeito                                | Candidato(a) a vice-prefeito | Candidato(a) a vice-prefeito                                    | Coligação |
|  | -- | ----------------------- | ------------------------------------------------------ | ---------------------------- | --------------------------------------------------------------- | --- |
|  | 13 |                         | Fátima Bezerra (PT) Maria de Fátima Bezerra            |                              | Luiz Eduardo Carneiro (PMDB) Luiz Eduardo Carneiro Costa        | União por Natal - Partido dos Trabalhadores (PT) - Partido do Movimento Democrático Brasileiro (PMDB) - Partido Socialista Brasileiro (PSB) - Partido Democrático Trabalhista (PDT) - Partido Trabalhista Nacional (PTN) - Partido Humanista da Solidariedade (PHS) - Partido Republicano Brasileiro (PRB) - Partido Comunista do Brasil (PCdoB) - Partido Comunista Brasileiro (PCB) |
|  | 16 |                         | Dário Barbosa (PSTU) Dário Barbosa de Melo             |                              | Juary Chagas (PSTU) Juary Luís Chagas                           | Sem coligação - Partido Socialista dos Trabalhadores Unificado (PSTU) |
|  | 17 |                         | Pedro Quithé (PSL) Pedro Ostiano Quithe de Vasconcelos |                              | Bento da Silva (PSL) Antônio Bento da Silva                     | Sem coligação - Partido Social Liberal (PSL) |
|  | 23 |                         | Wober Júnior (PPS) Wober Lopes Pinheiro Júnior         |                              | Eduardo Machado (PSDB) Luiz Eduardo Machado Pereira             | É melhor para Natal - Partido Popular Socialista (PPS) - Partido da Social Democracia Brasileira (PSDB) - Partido Renovador Trabalhista Brasileiro (PRTB) - Partido Trabalhista do Brasil (PTdoB) - Partido Social Cristão (PSC) |
|  | 27 |                         | Joanilson Rego (PSDC) Joanilson de Paula Rego          |                              | Paulo Lopo (PSDC) Paulo Lopo Saraiva                            | Liberta Natal I - Partido Social Democrata Cristão (PSDC) - Partido Republicano Progressista (PRP) |
|  | 36 |                         | Miguel Mossoró (PTC) Miguel Joaquim da Silva           |                              | Reginaldo Miguel (PTC) Reginaldo Miguel da Silva                | Sem coligação - Partido Trabalhista Cristão (PTC) |
|  | 43 |                         | Micarla de Sousa (PV) Micarla Araújo de Sousa Weber    |                              | Paulo Freire (PP) Paulo Eduardo da Costa Freire                 | Natal melhor - Partido Verde (PV) - Partido Progressista (PP) - Partido Trabalhista Brasileiro (PTB) - Democratas (DEM) - Partido da Mobilização Nacional (PMN) - Partido da República (PR) |
|  | 50 |                         | Sandro Pimentel (PSOL) Sandro de Oliveira Pimentel     |                              | Marcos Antônio Ferreira (PSOL) Marcos Antônio Ferreira da Silva | Sem coligação - Partido Socialismo e Liberdade (PSOL) |

## Resultado da eleição[17]
| Micarla de Sousa (PV)   | Paulo Freire (PP)              | 193.195 | 50,84%  |
| Fátima Bezerra (PT)     | Luiz Eduardo Carneiro (PMDB)   | 139.946 | 36,82%  |
| Wober Júnior (PPS)      | Eduardo Machado (PSDB)         | 24.239  | 6,38%   |
| Joanilson Rego (PSDC)   | Paulo Lopo (PSDC)              | 9.813   | 2,58%   |
| Miguel Mossoró (PTC)    | Reginaldo Miguel (PTC)         | 7.599   | 2,00%   |
| Sandro Pimentel (PSOL)  | Marcos Antônio Ferreira (PSOL) | 3.005   | 0,79%   |
| Dário Barbosa (PSTU)    | Juary Chagas (PSTU)            | 1.692   | 0,45%   |
| Pedro Quithé (PSL)      | Bento da Silva (PSL)           | 539     | 0,14%   |
| Total de votos válidos  | Total de votos válidos         | 380.028 | 100,00% |
| Votos apurados          |                                |         |         |
| Votos válidos           | Votos válidos                  | 380.028 | 90,86%  |
| Votos em branco         | Votos em branco                | 10.783  | 2,58%   |
| Votos nulos             | Votos nulos                    | 27.442  | 6,56%   |
| Total de votos apurados | Total de votos apurados        | 418.253 | 100,00% |
| Eleitores               |                                |         |         |
| Comparecimento          | Comparecimento                 | 418.253 | 83,84%  |
| Abstenções              | Abstenções                     | 80.617  | 16,16%  |
| Total de eleitores      | Total de eleitores             | 498.870 | 100,00% |
| Total de seções: 1.179  |                                |         |         |